# Bonnac, Cantal
Bonnac är en kommun i departementet Cantal i regionen Auvergne-Rhône-Alpes i mitten av Frankrike. Kommunen ligger  i kantonen Massiac som ligger i arrondissementet Saint-Flour. År 2022 hade Bonnac 160 invånare.

## Befolkningsutveckling
Antalet invånare i kommunen Bonnac
Referens:INSEE